# Astrotrichilia procera
Astrotrichilia procera är en tvåhjärtbladig växtart som beskrevs av J.-f. Leroy. Astrotrichilia procera ingår i släktet Astrotrichilia och familjen Meliaceae. Inga underarter finns listade i Catalogue of Life.